# (3528) Counselman
(3528) Counselman (1981 EW3) – planetoida z grupy pasa głównego asteroid okrążająca Słońce w ciągu 4,04 lat w średniej odległości 2,54 j.a. Odkrył ją Schelte Bus 2 marca 1981 roku.